# Estación Talleres km5

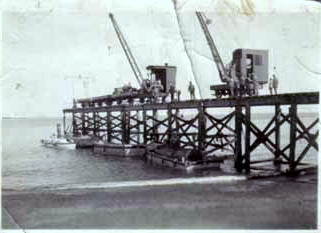
Antiguo muelle del ferrocarril en 1950. Hoy destruido por el mar

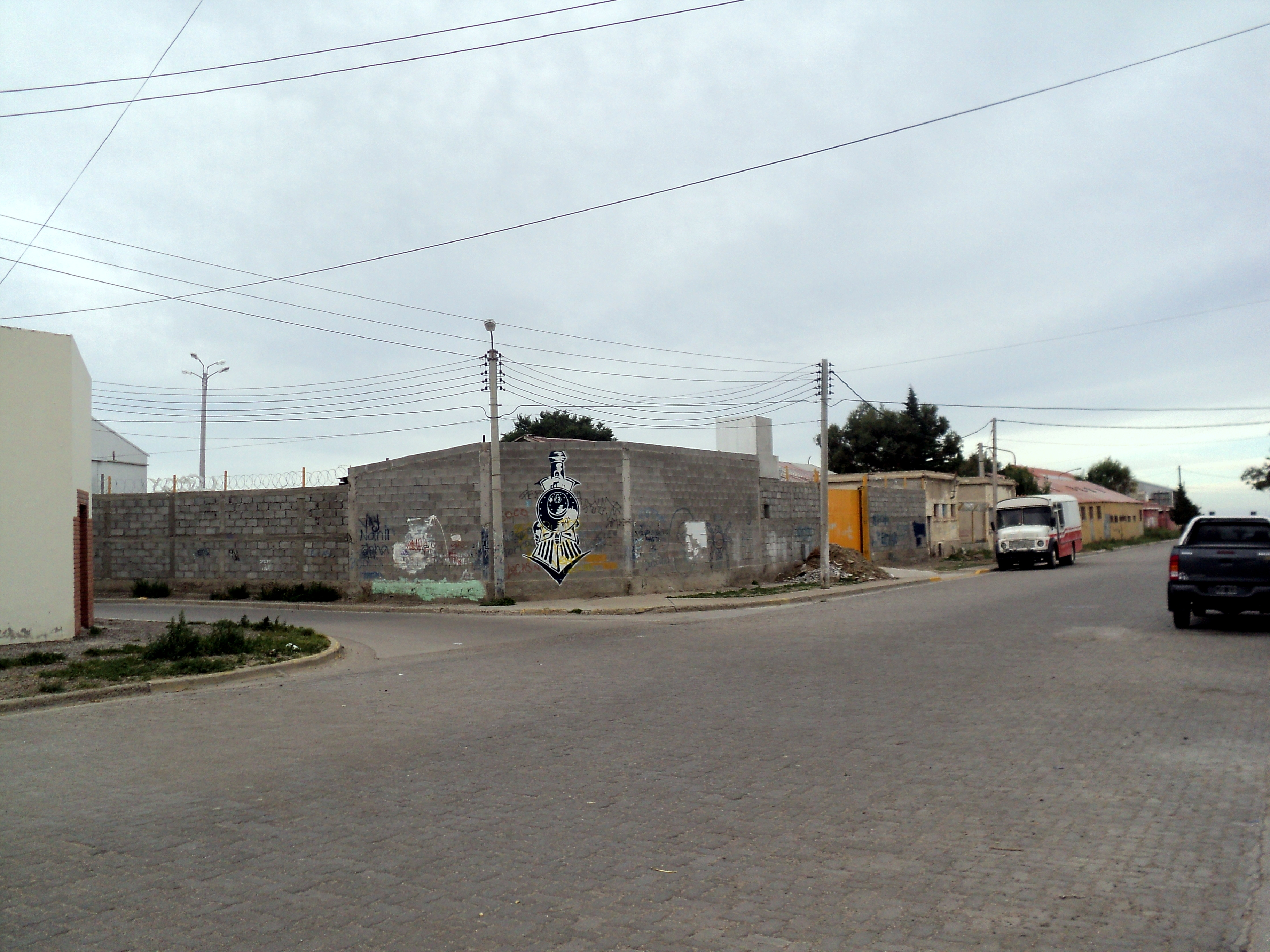
El ferrocarril aún presente en el espíritu de Km. 5, esta vez a modo de pintura urbana de una locomotora Pacífico en el paredón del predio de los ex talleres.

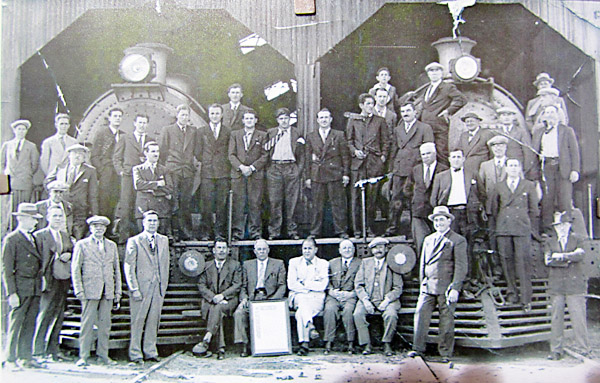
Empleados de los talleres ferroviarios, junto con dos locomotoras a vapor

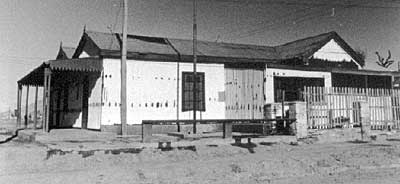
La estación tras ser desafectada en 1979.

Talleres, también conocida como Presidente Ortiz o simplemente Km 5, es una ex estación ferroviaria del Ferrocarril de Comodoro Rivadavia que unía a esta localidad con Colonia Sarmiento, ambas en la provincia de Chubut (Argentina).
Esta exestación se encuentra actualmente dentro del ejido urbano de la ciudad de Comodoro Rivadavia. Antiguamente, queda dentro de lo que intentó ser una localidad independiente de Comodoro Rivadavia, aunque el gran crecimiento de esta última la incorporó como barrio. Se lo conoce comúnmente como Km 5, el 5, Talleres o Presidente Ortiz. También, es conocida por existir en esta estación grandes talleres ferroviarios y de material vinculado con la industria del petróleo.
En los alrededores de la estación se creó el barrio Presidente Ortiz. En las cercanías se concentra la edificación industrial necesaria para el mantenimiento y funcionamiento de las locomotoras. De ahí que las denominaciones de las calles que configuran el barrio guarden relación con la historia ferroviaria del país.
La estación llegó a ser la más importante de este ferrocarril en sus últimos años de vida con el cierre de la estación matriz a principios de los años 1970 y el abandono de la de Sarmiento en 1973.

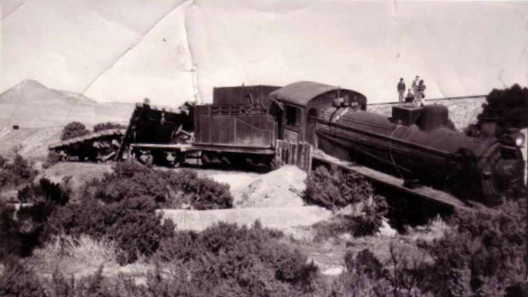
Descarrilamiento en la zona cercana a la estación.

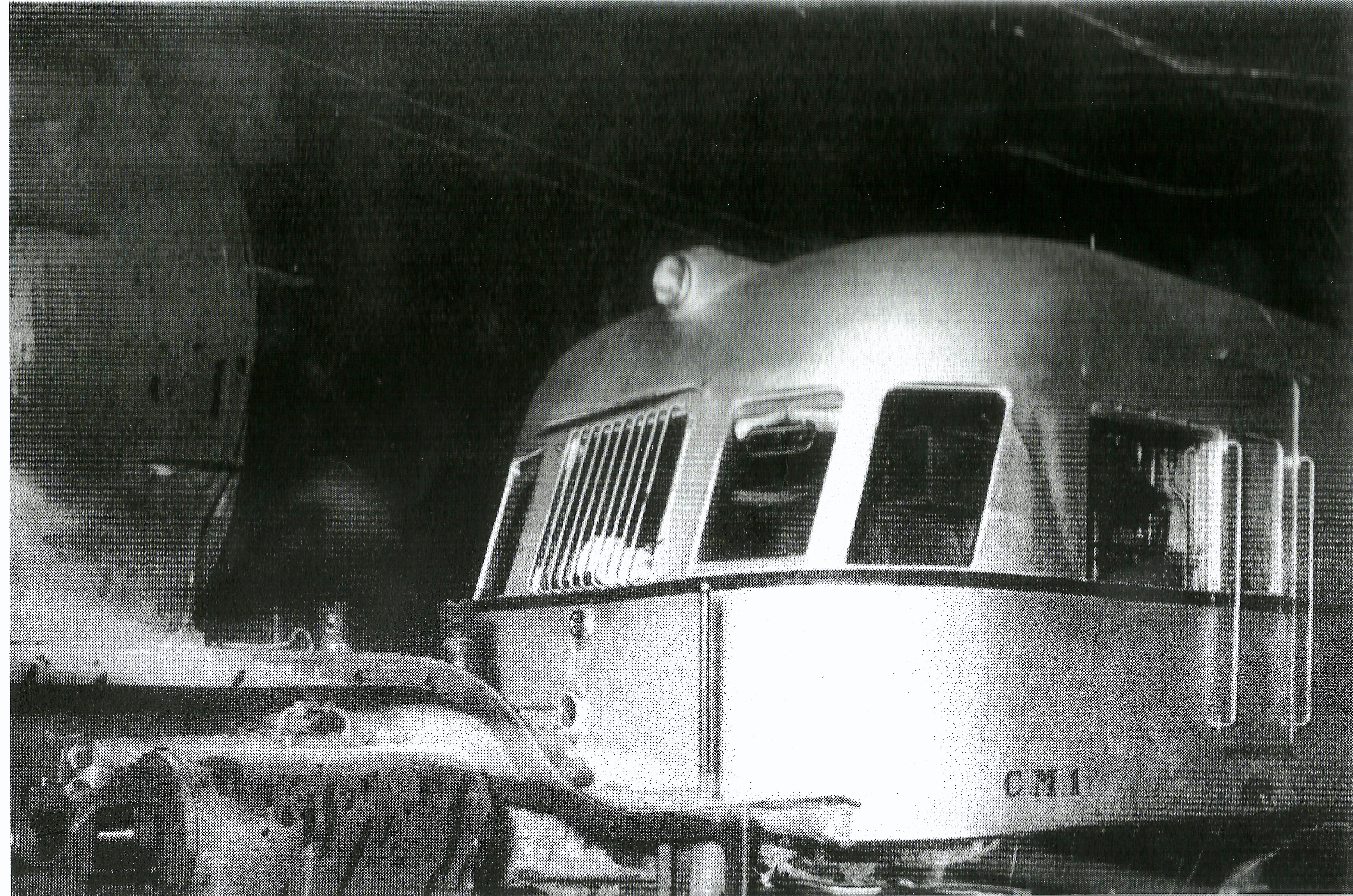
Coche motor Ganz en los talleres cercanos a la estación.

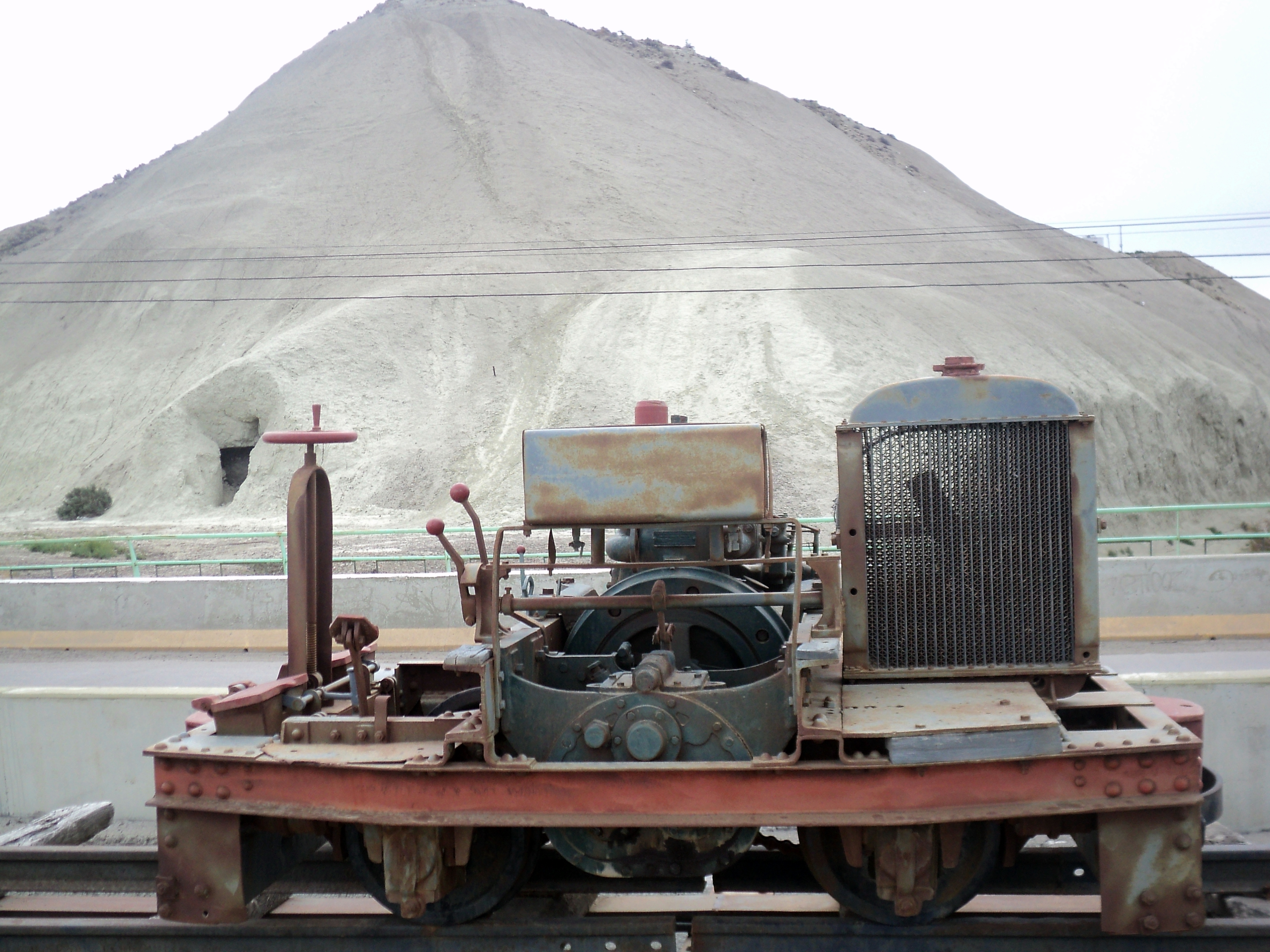
Simplex de 20cv a modo de monumento sobre el puente antiguo del ferrocarril. El mismo recorrió el ramal a Punta Piedras de trocha económica. Hoy descansa sobre el puente General Belgrano, el cual se ubica antes de la estación y se halla parcialmente conservado por ser considerado monumento histórico de la ciudad.

## Toponimia
El nombre Talleres es en honor a los talleres ferroviarios que se hallan a un costado de la estación.
La estación intentó ser nombrada en honor a Jaime Gerardo Roberto Marcelino María Ortiz, un político argentino, presidente del país entre 1938 y 1942. Este honor le fue otorgado ya que en los años de su presidencia este pueblo intento tener municipalidad aparte de Comodoro Rivadavia. Sin embargo, la iniciativa quedó en el olvido tras la descompensación de su salud que lo obligó a delegar la presidencia al conservador Ramón S. Castillo, que para empeorar la situación sería depuesto por el golpe de Estado de 1943. Quedando nulas las expectativas de independencia desde entonces.
El último nombres alternativo tiene origen en la distancia de 6,1 km que la separa de la estación matriz, pero que fueron redondeados a 5, para facilitar su uso. Esto se hizo para seguir la progresión que iniciaba en estación Comodoro (Km 0), apeadero Muelle YPF (Km 2), apeadero Gamela YPF (Km 3), desvío Almacén YPF (Km 4) y el remate en Talleres que fue redondeado a Km 5.

## Historia
El ferrocarril tuvo su inicio aquí dado que en su muelle se descargó gran parte del material para la construcción del ramal ferroviario. Años más tarde la estación y su muelle fueron de vital importancia para que YPF descargara su material de producción para la extracción del petróleo. A lo largo de la existencia del muelle se realizaron importantes movimientos de carga y descarga, mercadería que luego distribuía el ferrocarril. Todo este movimiento le permitió ser al asentamiento que rodeaba la estación un pueblo pujante.
A lo largo del tiempo la estación se volvió un punto de encuentro, comparable a la estación matriz. El ferrocarril llegó a movilizar a todo el barrio. Además atraía hacia este punto a la gente de otros barrios como el caso de Astra, venían a comprar a la Anónima que estaba justo en frente de la estación. Este movimiento comercial entró en decadencia hasta que en 1965 se decide el cierre del a sucursal. El contenido del supermercado era de lo más variado desde telas, calzado, hasta comida y cubiertas para autos.
En cuanto a sus talleres logran un hito histórico en 1930 con producción local de ferrobuses. Estos fueron bautizados "cucarachas". Construidos completamente por los empleados eran de madera de cedro machimbrada y Motores Ford de la época. En tanto, las ruedas fueron concebidas por las fundidoras en los talleres de PCR e YPF gracias a un convenio con estas empresas. Funcionaban a nafta común y gas butano. Más adelante, luego fueron usadas para el mantenimiento del ferrocarril y fueron bautizadas "zorritas".
Desde 1971 con el cierre de la estación matriz de Comodoro y esta estación se volvió el punto más importante del ferrocarril  y comandó todo el movimiento hasta el cierre definitivo. Sin embargo, el ferrocarril ya estaba en estado terminal y el viaje de larga distancia a Sarmiento ya era un recuerdo. En estos últimos años, los ferroviarios de Talleres pusieron todo el esmero para que funcionara lo poco que quedaba del sistema ferroviario local. El resultado fue un servicio local y suburbano hasta Km 27 al oeste y al Km 20 hacia el norte. El mismo era altamente envejecido y riesgoso y daba la sensación de funcionar solo por inoperante. De este modo, cuando los talleres fueron visitados en 1977 por el experto Marcelo Arcas se produjo uno de los últimos registros del ferrocarril y afirmó:

El Taller de Comodoro era una verdadera caja de Pandora de otra época. Había de todo, pero nada más o menos nuevo.
Marcelo Arcas

La presencia de material histórico era abrumadora hasta se podía encontrar material de trocha angosta perteneciente al ramal a Punta Piedras.

## Después del cierre

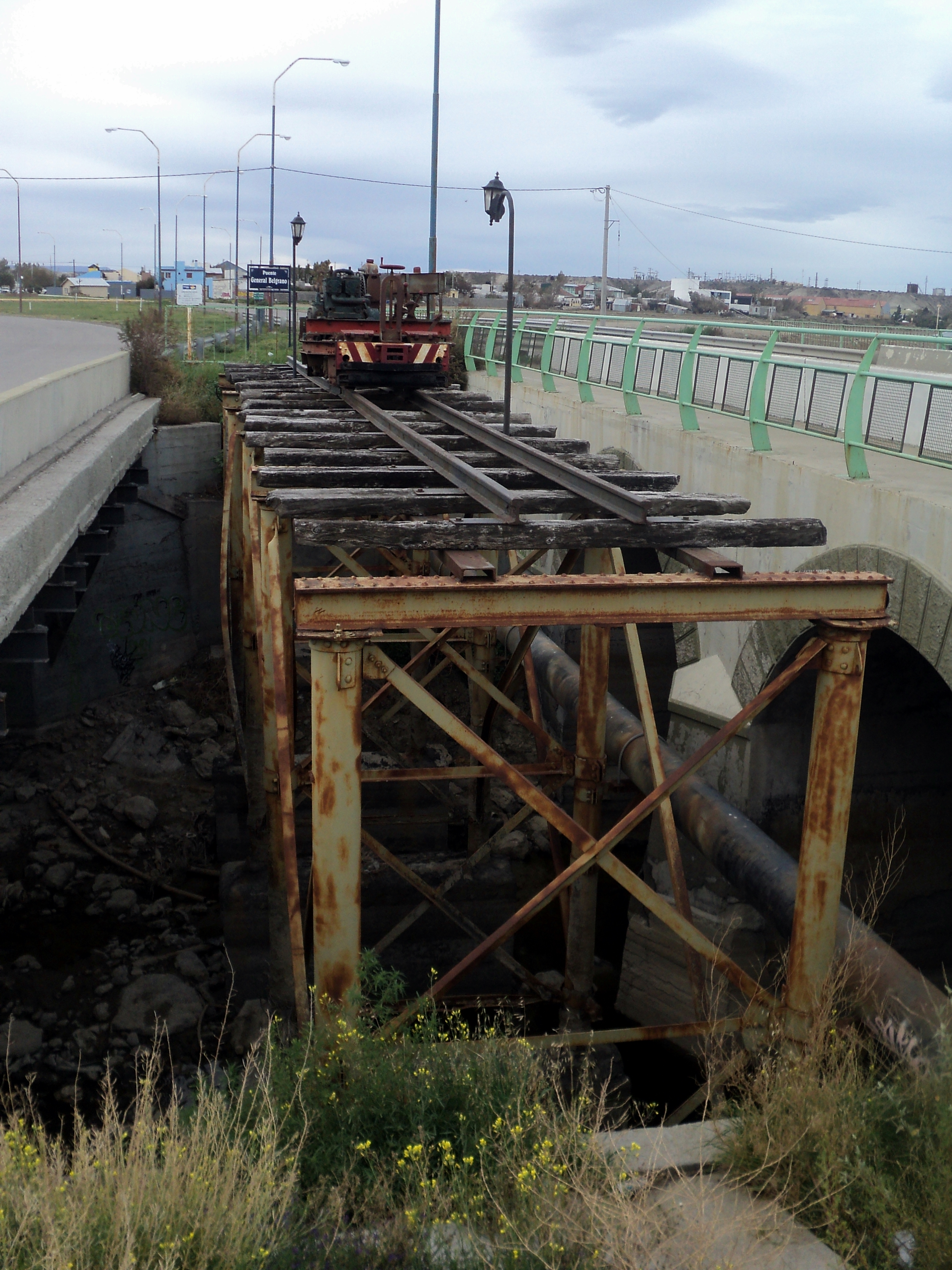
Monumento al ferrocarril en Km 5 que incluye la preservación del puente ferroviario sobre arroyo Belgrano y una zorra Simplex de 20cv intacta sobre vías de trocha angosta colocadas.

Para 1982 aún sobrevivía el muelle ferrocarrilero atrás de los talleres, pero la falta de mantenimiento hizo que cediera ante el mar. Hoy solo quedan restos apenas visibles.
El edificio, luego de ser transferido en 1992 al municipio, fue utilizado como Biblioteca popular, más tarde fue usurpado por la familia Cárdenas. Actualmente y luego de varias acciones legales, se ha desalojado.
El barrio km 5 y su patrimonio histórico conservado fueron ejes de un intento de impulso ante la Cámara de Diputados, en 2006, de un proyecto de creación de un nuevo museo ferroviario. El objetivo fue reforzar la identidad ferroviaria que aún mantiene hasta el presente, hecho que lo constituye como lugar óptimo para el trazado urbano del tren turístico en Comodoro Rivadavia, que partiría de este barrio pasando por Don Bosco, y Astra, agregándose al mismo un ramal hacia Caleta Córdoba, en el cual se podrá apreciar el Faro San Jorge y la belleza del paisaje patagónico.
El 7 de mayo del 2007 se organizó una asamblea de vecinos del barrio en la parroquia Nuestra Señora del Valle, en la que se formó la primera comisión de la Asociación de Rescate Histórico Detrás del Puente con el objetivo de recuperar ese patrimonio histórico y cultural del barrio. Sus máximas son proteger los últimos restos del ferrocarril y los vestigios de YPF.
Los talleres fueron nominados por el proyecto que se impulsó en Diputados como lugar donde está proyectado desarrollar la exposición central, como así también las actividades programadas por la actividad del museo, que es un gran taller con antiguas maquinarias, fragua y sistemas de andamio para manipular elementos pesados. Hoy los talleres se encuentran ocupados por el sector de bienes patrimoniales, perteneciente a la Municipalidad de Comodoro Rivadavia desde hace dieciocho años. Se utiliza como depósito de materiales de construcción, tales como, chapas, tirantes, ladrillos, varillas de acero y caños, en el espacio interno como en el predio exterior en el que se ubica. No cuenta con reformas que alteren su condición original, y podría decirse que su estado de conservación es regular. Al lado del galpón existe un gran terreno que antiguamente funcionaba como playa de maniobras, el cual resulta propicio para actividades al aire libre y exposición de vagones y máquinas.
Actualmente, aun perduran dentro del predio de los talleres elementos ferroviarios como un pequeño ferrobús apodado Cucaracha  que hasta hace unos años estaba en ruinas en los ex galpones ferroviario. Hace unos años estuvo en un club del barrio, donde fue casi destruida. Hoy en día hay un proyecto para emplazarla en la estación de Trenes de km 5.
Para 2016 el vehículo ferroviario fue completamente restaurado y puesto a resguardo en los talleres. Es usado en exposiciones y convenciones.También, se hallaron básculas de madera y de metal, apiladas a la intemperie, y la carcasa de un reloj para marcar la entrada y la salida del personal.
Desde abril de 2013 la municipalidad de Comodoro llegó a un convenio con el gobierno nacional para el traspaso de los galpones que fueron talleres y depósitos del ferrocarril. Lamentablemente, la nueva propiedad del municipio no se materializó en una revalorización, sino que se procedió a desmantelar los galpones históricos para una urbanización de 25 lotes. Este hecho penoso es causado por la gran demanda de tierras que vive la ciudad.
Para 2017 la municipalidad de la ciudad licitó el Paseo Ferroportuario para el barrio de Kilómetro 5 que planea un circuito histórico y puesta en valor del barrio. Los objetivos son la recuperación y difusión del patrimonio industrial y cultural. Tiene un presupuesto oficial de 23.373.112 pesos y un plazo de ejecución de 180 días. El primer tramo vincula la ex gamela de YPF con el sector ferroviario uniendo la estación del Ferrocarril con los galpones ferroviarios donde están los ex baños, ubicados junto con la plaza General Belgrano.
Para 2020 el equipo de gestión del gobernador Juan Pablo Luque junto con los referentes de la Asociación “Detrás del Puente” proyectó un plan de obras en tres etapas: recorrido del parque histórico (entre las calles Ferrocarriles Argentinos, Ferrocarril Patagónico, Avenida Ricardo Gutiérrez y Estación Talleres), refacción y reciclaje de la exestación Talleres y el edificio anexo biblioteca. La pandemia de coronavirus frenó el proyecto, que fue retomado hacia fines del mismo año.La obra finalmente fue concretada y puso en valor el patrimonio. Para 2024 la estación sufrió vandalismo y motivo el reclamo del municipio para que no se atente contrata el patrimonio histórico de la ciudad.
En cuanto al aspecto ferroviario que tenía el barrio hoy queda muy poco dado que se fue poco a poco levantado la vía y se construyeron planes de viviendas para el Centro de Empleados de Comercio, un colegio secundario y otro plan de viviendas para el Sindicato de Petroleros Privados.

## Funcionamiento

### Itinerarios históricos
El informe de horario publicado en 1920 con datos vigentes desde enero de 1918 expuso que los trenes mixtos partían los lunes y jueves desde Comodoro a las 8:00 horas, pasando por Talleres a las 8:15 y arribando 16:30 a Sarmiento. Mientras que el regreso era los martes y viernes desde Sarmiento a las 8:00 horas, visitando Talleres a las 15:30 con arribo a Comodoro a las 15:50. Además, la estación era parte de la línea a Astra que partía desde Comodoro los miércoles y sábados en diferentes horarios desde las 7 y las 14:30; y con regresos los mismos días. La distancia con el desvío Km 4 era variable en 15 minutos en la línea a Astra y en 13 minutos en la línea a Sarmiento. Mientras que con el empalme Astra se necesitaba 4 minutos en ambos recorridos. Por último, Talleres figuró en la descripción tarifaria del ferrocarril como el único punto con tarifa definida en la zona de Comodoro Rivadavia.
Para el informe de horarios de 1928 se informó que los servicios continuaron operados por trenes mixtos. La estación era frecuentada por la línea de distancia que partía desde Comodoro lunes y jueves a las 9:00, pasaba por Talleres 9:20 y arribaba a Sarmiento 16:50. Asimismo, era paso de la línea que visitaba Astra los martes y jueves desde las 9:25 y desde las 15:25 los jueves. Por último, se informó una línea que arribaba a Pampa del Castillo. La misma partía desde Comodoro desde las 9, visitando Talleres a las 9:20 y finalizando a las 12:05.
En cambio,  en el informe de horarios de 1930 no realizó modificaciones significativas. Sin embargo, se suprimió de la línea a Pampa del Castillo. 
El itinerario de 1934 brindó información de la sección del servicio suburbano que era ejecutado por trenes mixtos los días lunes y jueves junto con el viaje a Sarmiento. El viaje a vapor partía a las 9 de Comodoro para arribar a Sarmiento 16:50. En tanto, la vuelta se producía los días miércoles y sábados desde las 9 con arribo a estación Comodoro a las 16:35. El tren llegaba a este punto a las 9:15, donde cargaba agua, para luego partir 5 minutos después. Se observó una leve mejora. En tanto, estaba distanciada de Empalme Astra por 5 minutos y de km 4 por otros 7 minutos. También, se describió un viaje dedicado a las cargas que tenía de ejes a Comodoro y Talleres los días miércoles y sábados con partida desde 18:00 y arribo a a Talleres 18:15. Mientras que el regreso se producía los lunes y jueves desde 8:00 con llegada a Comodoro 8:15.
En cambio, el informe de 1936 solo se concentró en el viaje de larga distancia para pasajeros a Sarmiento; dejando de lado los otros aspectos del ferrocarril. El viaje partía los lunes desde Comodoro a las 9 y arribaba a Sarmiento a las 16:50. El regreso se producía los miércoles desde las 9 con llegada a Comodoro 16:35. Sin embargo, el desvío continuó siendo para optativa.
Desde 1938 el itinerario mostró las últimas mejoras que recibió el ferrocarril logró que el servicio de pasajero y cargas ligeras tenga mejora en el tiempo del trayecto que pasó de casi 8 hs a alrededor de 4 hs. Gracias a esto el ferrobús, partiendo desde estación matriz, pudo alcanzar este punto en 10 minutos. Las distancias con los puntos vecinos se cubrían en 4 minutos con Km 3 y en 3 minutos con Empalme Astra. Siendo Talleres un punto clave para el ferrocarril donde toda la operación ferroviaria surgía.
Por último, en este itinerario se pudo ver un cuadro tarifario dividido en diferentes secciones de la línea que tenían sus valores tomando de referencia la distancia con estación Comodoro Rivadavia. Siendo Talleres y Astra las únicas estaciones dentro del ejido urbano incluidas en el tarifario del viaje de larga distancia. Talleres era la primera de las secciones desde o hacia esta estación se cobraba 0.50 en primera clase y 0.30 en segunda.
El itinerario de Ferrocarriles del Estado del 15 de diciembre de 1940. Todos los viajes de todas las líneas pasaron a operarse con ferrobuses. El viaje principal partía los domingos desde Comodoro a las 7:08, pasando por este punto a las 7:16 y arribando a Sarmiento a las 10:45; mientras que había otro viaje que partía todos los días menos domingos desde las 16:30, paso por esta estación a las 16:38 y llegada a Sarmiento a las 20:25. En tanto, el viaje desde Sarmiento se producía los domingos desde las 17:45 con arribo a Comodoro a las 20:58; mientras que el viaje que corría todos los días menos domingos lo hacía desde las 7:45 con llegada a las 11:11 a Comodoro. Por otra parte, el itinerario informaba gran variedad de servicios que ejecutaron el viaje de media distancia a Escalante. Los mismos partían desde Comodoro a las 1:00, 6:35, 11:35, 16:40 y 18:49 y la vuelta desde Escalante se ejecutaba 2:15, 8:00, 13:00, 17:55 y 20:35. Además, la estación era paso de las líneas a Astra y COMFERPET. Por último, el itinerario se refirió a este punto como Talleres y con edificación para pasajeros a la izquierda de la vía.
Otro de los itinerarios que ofreció información del servicio suburbano es el itinerario de 1946. Mantuvo las condiciones anteriores, pero sumó al embarcadero Km 4 paso previo del que estaba separado por 3 minutos. La novedad de este informe fue la descripción del servicio de cargas a Sarmiento que se ejecutaba en forma condicional los lunes, miércoles y viernes. Este viaje se hacía con un formación a vapor y partía desde Talleres y no desde Comodoro Rivadavia. El mismo partía a las 9:40 para llegar a destino a las 17:40.  En 5 minutos se arribaba al Empalme a las 9:45.  Además de ser el punto clave desde donde salían las operaciones, Talleres era de las pocas ubicaciones a lo largo de la línea que tenía agua para las locomotoras.
El mismo itinerario de 1946 fue presentado por otra editorial y en el se hace mención menos detallada de los servicios de pasajeros de este ferrocarril. En el documento se aclaró que la mayoría de los ferrobuses pararían en puntos adicionales que los pasajeros solicitaran para ascender o descender. Las tarifas se cobraban desde o hasta la estación más próxima anterior o posterior. En este documento Talleres fue uno de los pocos puntos que figuró en el viaje de larga distancia, junto con otras 3 estaciones, en el ejido de Comodoro Rivadavia. Por último, el itinerario mostró un tarifario que mantuvo los mismos precios y tramos tarifarios de 1938.

El 10 de diciembre de 1948 fue presentado un itinerario que no representó grandes variaciones respecto del presentado en 1946. Sin embargo, la gran diferencia con el anterior documento estuvo en el viaje de cargas que recorría la línea completa desde Comodoro a Sarmiento; y no partía desde Talleres como en el itinerario anterior. De este modo, el viaje de cargas partía sin un día estipulado, en forma condicional desde Comodoro a las 9:30, paso por este punto a las 9:45y arribo a Sarmiento a las 18:05. En tanto, la vuelta vuelta desde Sarmiento se producía desde las 10:20 con arribo a estación Comodoro a las 20:25. Por último, el itinerario se refirió a este punto como Talleres.

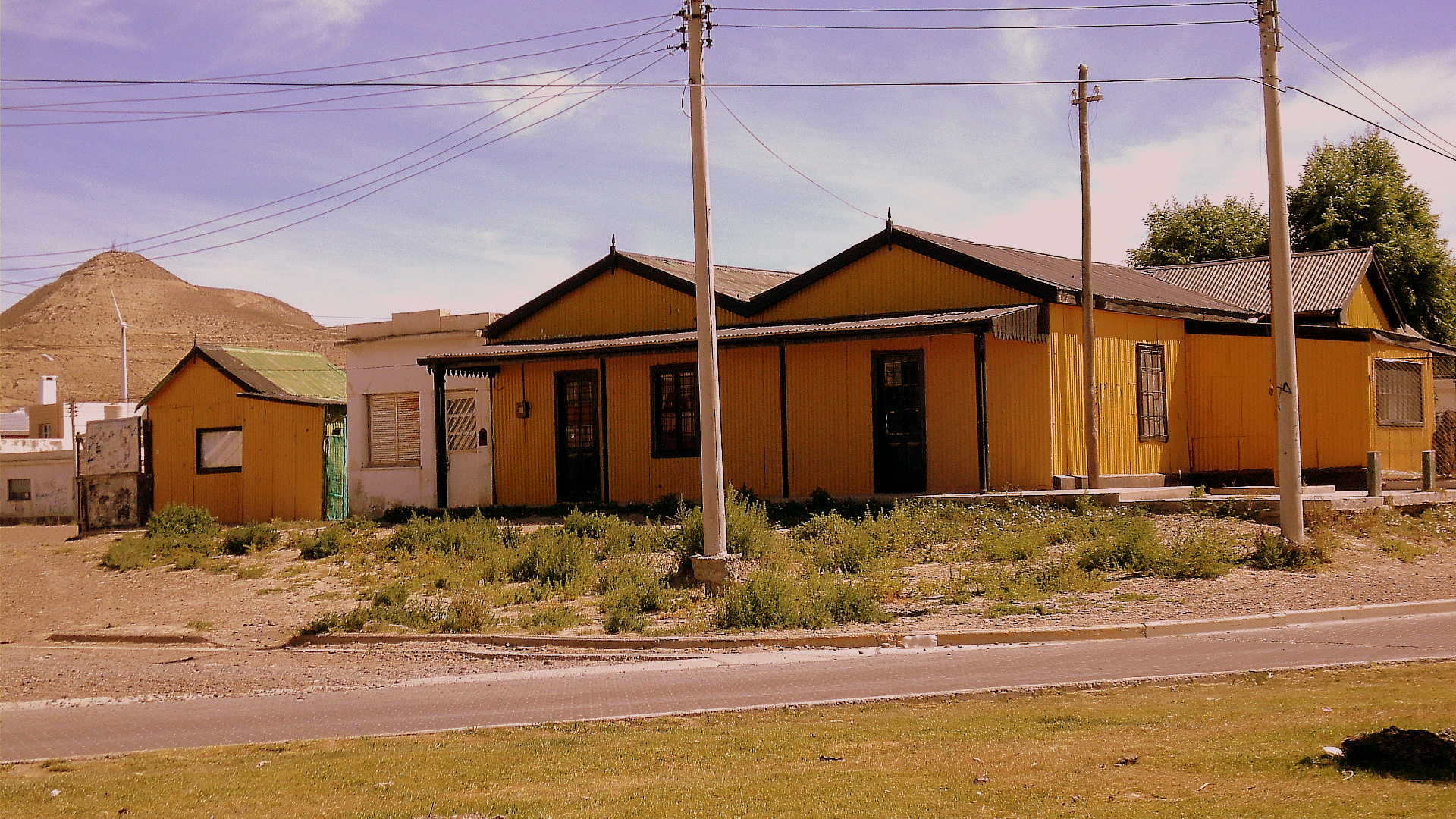
La estación tras una restauración reciente que le devolvió su parecer y la convirtió en una biblioteca. Las vías no pudieron ser salvadas ante la pavimentación del sector.

El último informe de 1955 mostró dos segmentos dedicados al servicio suburbano y de larga distancia. El suburbano iniciaba en Comodoro y como puntas de rieles a km 27 (que remplazaría Escalante como punta de riel), km 20 y COMFERPET, es detallado con paradas y horarios de este servicio. En este documento se menciona a esta estación también como Talleres. Al coche motor que partía desde la estación matriz le tomaba alcanzar este punto 13 minutos de ida en su viaje más rápido. En tanto, estaba separada por 5 minutos de km 4 y de empalme Astra por otros 5 minutos. De este modo se vio un leve empeoramiento de los tiempos del ferrocarril.
La estación era clave para este servicio, dado que desde aquí se derivaban las diferentes líneas a las puntas de rieles. De este modo un coche partía desde Comodoro Rivadavia pasando por Estación Talleres, Empalme Astra y km 27 y el otro, con una diferencia de entre 15 y 20 minutos, salía desde Comodoro a Estación Talleres, Empalme Astra, km 8. regresando a km 11 y de allí hacia Astra. Estos coches contaban con un motor diésel de 6 cilindros. Una vez finalizados los servicios por la noche las unidades ferroviarias pernoctaban en los galpones de Talleres.
En todos estos informes siempre fue llamada Talleres.

### Registro de boletos

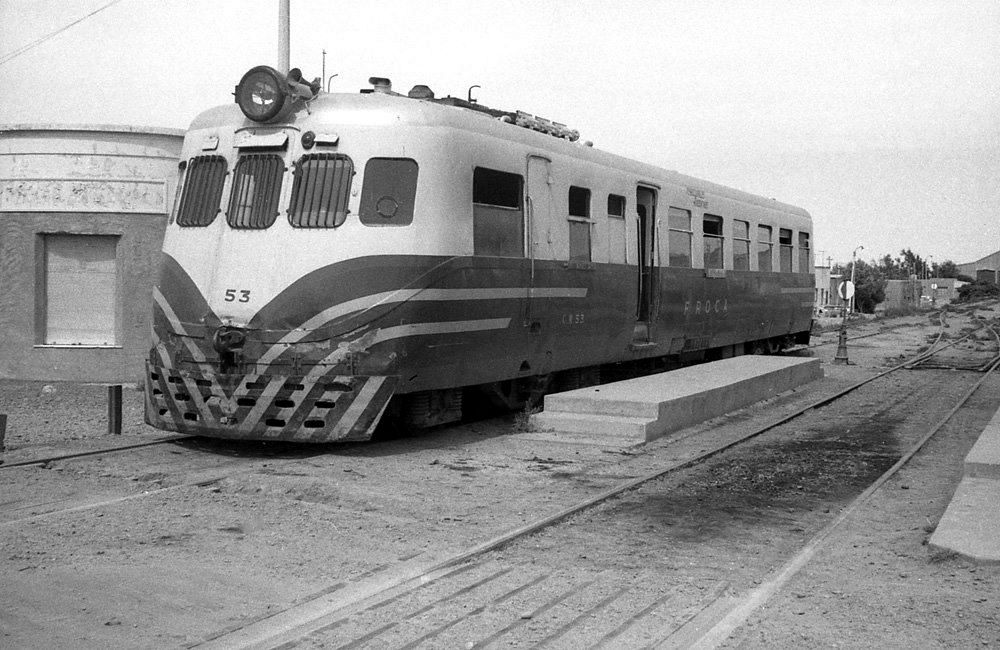
Ganz detenido en el andén secundario de la estación en las últimas operaciones de esta.

Una extensa colección de boletos hace basta mención de este punto siempre con el nombre de Talleres. Esto se explica por los itinerarios, previamente analizados, de 1938 y 1946 que señalaron a Comodoro como punto de partida de las tarifas; estando el tramo Comodoro-Talleres en la primera sección de precios. De este modo, por esa tarifa se podía viajar, previo paso km 2, km 3 y km 4, a Talleres en los servicios suburbanos o de larga distancia. Es por ello que se ve en la colección a Talleres como destino muy recurrente. Asimismo, la tarifa especial fue posible por la escasa distancia entre estos puntos.

## Infraestructura
La extensa cantidad de infraestructura que concentraba esta estación la hizo tercera en importancia en este ferrocarril, adelante se colocaba la de Sarmiento y la de Comodoro Rivadavia. En años posteriores con el cierre de dichas estaciones terminó siendo la más importante.
El equipamiento de esta punto es descripto en dos documentos. El primero es el itinerario de 1934; en el se señala que tenía:
- Talleres.
- Galpón para 9 locomotoras: al principio tenía dos vías de trocha ancha y tres al otro término para la trocha 75 cm.
- Máquina de maniobras.
- Vehículo de inspección.
- Muelle ferrocarrilero.
- Tanque, 154 m³.
- Tanques petroleros 157.6 m³.
- 1 rampa de costado.
- Apartadero 203 m.
- Desvíos 3453 m.Coche motor usado como zorra ferroviaria en sus últimos años. La imagen fue capturada en los galpones de Km 5 rodeada de restos ferroviarios unos años después del cierre de 1978. Hoy solo la zorra sobrevive y fue restaurada. En cambio, lo demás fue desguazado, descardo o vendido como chatarra.
- Grúa de 20 toneladas.[27]

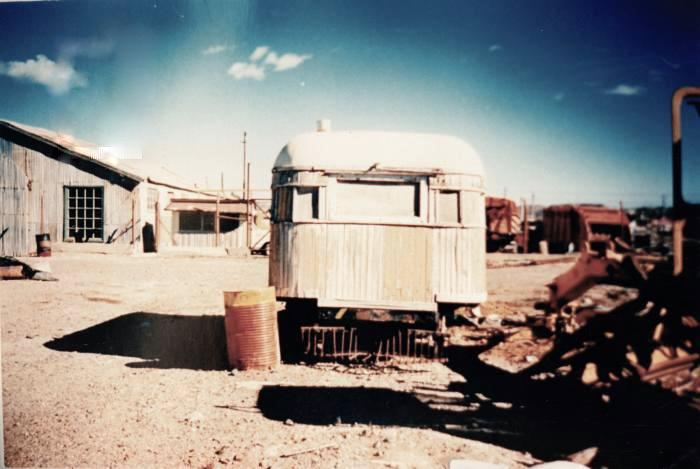
Coche motor usado como zorra ferroviaria en sus últimos años. La imagen fue capturada en los galpones de Km 5 rodeada de restos ferroviarios unos años después del cierre de 1978. Hoy solo la zorra sobrevive y fue restaurada. En cambio, lo demás fue desguazado, descardo o vendido como chatarra.

Posteriormente, un informe de 1958 comunica que cumplía todos los servicios disponibles de este ferrocarril: pasajeros, encomiendas, cargas y haciendas (P.E.C.H) . Su infraestructura estaba entre las más completas del ferrocarril. Solo esta estación, Sarmiento (desactivada en 1973), Enrique Hermitte, Escalante (devenida en apeadero para 1965), Comodoro Rivadavia (cerrada para inicios de los años 1970), Astra y Diadema poseían infraestructura de peso similar que era capaz de brindar todos los servicios del ferrocarril. Además, las tres últimas mencionadas eran parte del ejido urbano de Comodoro. En cuanto a las cargas, recibía y despachaba hacienda con previo arreglo únicamente.
La compleja infraestructura que rodeaba a esta estación se comprendía de:
- Talleres.
- Galpón para locomotoras: al principio tenía dos vías de trocha ancha y tres al otro término para la trocha 75 cm.
- Galpón para cuatro coches.
- Máquina de maniobras.
- Muelle ferrocarrilero.
- Estanque, 154(?)m³.
- Tanques petroleros 158m³.
- 1 rampa de costado.
- Apartadero 203 m.
- Desvíos 3453 m.
- Grúa de 20 toneladas.[29]

El taller ferroviario es una edificación de formas simples, con un techo a dos aguas, conformado por chapas de zinc de cubierta incompleta debido al transcurso del tiempo. La estructura de soporte interno es de pinotea original de época, y las paredes son del mismo material que el techo. Acompañan al conjunto edilicio doce ventanas de vidrios repartidos en sus dos laterales y en el contra frente, los portones de la entrada principal han sido reemplazados por puertas de chapa modernas. En el interior posee un sistema de iluminación antigua propia de talleres y alojados en el espacio interno se encuentran en existencia grandes tornos y aparatos utilizados para la reparación de maquinarias.

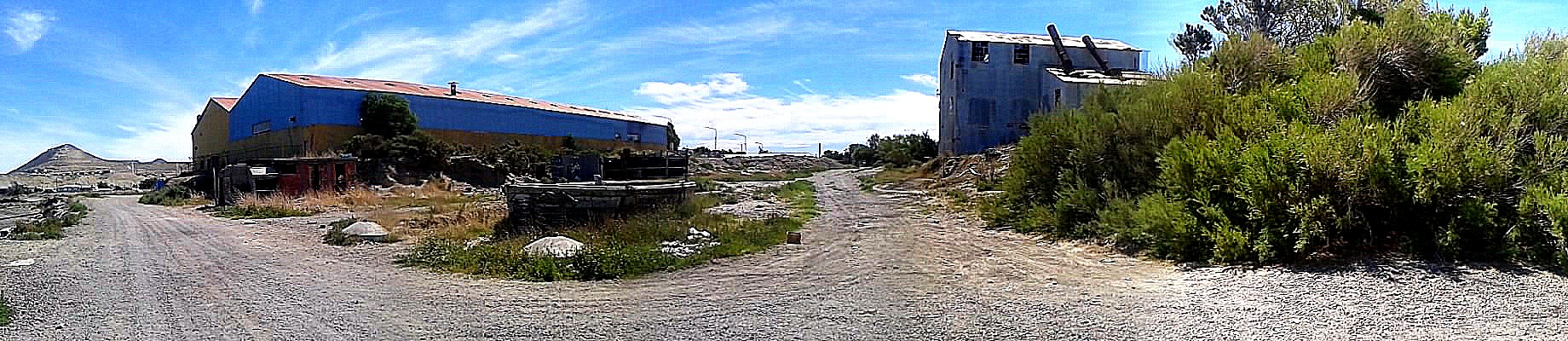
Vista desde donde fuera el antiguo puerto ferrocarrilero hacia los talleres ferroviarios y la usina hoy abandonada del ferrocarril.

## Galería
|                               |
| Muelle ferrocarrilero en 1920 |

|                                                                                               |
| Partes de motor en los ex galpones de Coches Motor desmantelado por la municipalidad en 2013. |

| |
| Restos apenas visibles del que fuera el muelle del ferrocarril de Comodoro, destruido por falta de cuidado |

|                                                                                     |
| Galpón de coches motor desmantelado por la municipalidad en 2013 para urbanización. |

|                                                                                                  |
| Rieles destrozados de lo que fueron las vías del tren que en KM. 5 que conectaban con su puerto. |

|                                                                                               |
| Monumento al ferrocarril en una plaza de km. 5, justo en frente de los ex talleres de trenes. |

|                                    |
| Resto del tramo de desvío en km 5. |

|  |
|  |